# La Vena
La Vena (en francès Labenne) és un municipi francès situat al departament de les Landes i a la regió de la Nova Aquitània.

## Demografia
| 1962                                       | 1968  | 1975  | 1982  | 1990  | 1999  | 2007  |
| ------------------------------------------ | ----- | ----- | ----- | ----- | ----- | ----- |
| 1.256                                      | 1.422 | 1.753 | 2.120 | 2.884 | 3.340 | 4.431 |
| Des de 1962: població sense dobles comptes |       |       |       |       |       |       |

## Administració
| Període   | Identitat         | Partit |
| --------- | ----------------- | ------ |
| 1976-1983 | Jacques Dubrana   | PS     |
| 1983-1995 | Francis Hirigoyen |        |
| 1995-1999 | Yves Ulysse       | PS     |
| 1999-2001 | Régine Andrieu    | PS     |
| 2001-     | Jean-Luc Delpuech | PS     |